# 肠腺
腸腺（intestinal gland）又稱腸隱窩（intestinal crypt），舊稱利伯屈恩腺（Lieberkühn's gland）或利伯屈恩隐窝（crypt of Lieberkühn），是小肠和结肠上皮在绒毛根部下陷至固有层形成的管状腺。肠腺直接开口于肠腔，可分泌肠液。为了与小肠肠腺有所区别，结肠肠腺又特称结肠隐窝（colonic crypt）。

## 功能
- 在十二指腸，腸腺負責分泌腸激酶，腸激酶能將胰液的胰蛋白酶原活化成胰蛋白酶，以把食糜中的蛋白質分解為多肽或二肽。
- 在空腸，腸腺負責分泌多種消化酶，將乳糜內的分子分解成最簡單的分子，讓小腸吸收，例如麥芽糖酶將麥芽糖水解為葡萄糖，蔗糖酶將蔗糖水解為葡萄糖和果糖，乳糖酶將乳糖水解為葡萄糖和半乳糖，脂肪酶將剩下的脂類水解為甘油一脂和脂肪酸，二肽酶將二肽的肽鍵破壞而轉化成氨基酸。

## 另見
- 十二指腸腺

## 資料來源
- 何沃光 《高級程度生物 3》

1. ↑  席焕久; 高晞; 周国民; 李文慧. . 解剖学杂志. 2020, (03)  [2024-07-17].
2. ↑  Victor P. Eroschenko. . Lippincott Williams & Wilkins. 2008: 290. ISBN 9780781770576.
3. ↑  Hamid M. Said.  6. Academic Press. 2018: 1264. ISBN 9780128124260.